# Gioan Vương Nhã Vọng
Gioan Vương Nhã Vọng (sinh 1962, tiếng Trung:王若望, tiếng Anh:John Wang Ruo-wang) là một giám mục người Trung Quốc của Giáo hội Công giáo Rôma. Ông hiện đảm trách nhiệm vụ Giám mục chính tòa Giáo phận Thiên Thủy (Giáo phận Tần Châu).

## Tiểu sử
Giám mục họ Vương sinh năm 1962 tại Trung Quốc, trong một gia đình Công giáo sùng đạo, ngoài ông, còn hai anh ông là Giám mục là các giám mục Gioan Baotixita Vương Nhã Hàn và Casimir Vương Di Lộc. Giống như bao linh mục khác, ông từng trải qua thời kì tu học kéo dài, sau đó được thụ phong chức linh mục. Giáo phận Tần Châu trống tòa từ tháng 7 năm 2003 sau cái chết của giám mục hợp thức Casimir Vương Di Lộc. Về phía chính quyền Trung Quốc vẫn công nhận giám mục do chính quyền bổ nhiệm là Augustinô Triệu Kinh Nông, nhưng sau đó vị này cũng qua đời năm 2004. Tòa Thánh ấn định và cắt cử linh mục Gioan Vương Nhã Vọng làm Giám mục chính tòa tiếp theo của Tần Châu (tên khác là Thiên Thủy), nơi mà anh ông, giám mục Vương Nhã Hàn đang là Giám quản Tông Tòa. Lễ tấn phong cho tân giám mục diễn ra cách bí mật vào ngày 19 tháng 8 năm 2011.